# Liparis fishelsoni
Liparis fishelsoni är en fiskart som beskrevs av Smith, 1967. Liparis fishelsoni ingår i släktet Liparis och familjen Liparidae. Inga underarter finns listade i Catalogue of Life.